# Лусия Сомбра
Лусия Сомбра (на испански: Lucía Sombra) е мексиканска теленовела, създадена от Фернанда Вийели, режисирана от Антулио Хименес Понс и продуцирана от Давид Антон за Телесистема мехикано през 1971 г.
В главните роли са Офелия Медина и Раул Рамирес, а в отрицателните – Сусана Александър, Алисия Паласиос, Луис Миранда и Уали Барон.

## Сюжет
Богатото семейство Гереро, съставено от дон Естебан, доня Флоренсия и тяхната дъщеря, юношата Матилде, живее в голяма къща. Матилде, без да е омъжена, забременява и родителите ѝ, за да скрият скандала и срама, я отвеждат в Гара Гереро, отдалечен град, за да роди бебето си там. Но веднага щом се ражда, доня Флоренсия казва на дъщеря си, че бебето ѝ е починало, което я кара да плаче и я докарва до лудост, като стига дотам, че всеки ден излиза на разходка до полето, за да копае и да намери гроба на дъщеря си.
Но в действителност новороденото момиченце не умира, а доня Флоренсия го изоставя пред вратата на къщата на евангелския пастор Емилио Калверт. Пасторът и съпругата му Сара посрещат с любов момичето и се грижат за него като за собствена дъщеря, тъй бебето е сляпо, го наричат Лусия Сомбра. Емилио и Сара вече имат син, Роман, който също приветства Лусия като своя сестра, но същото не може да се каже за Ерика, сестрата на Сара, която изпитва дълбока завист от пристигането на Лусия.
Времето минава и Лусия Сомбра се превръща в красива млада жена, обичана от родителите си и от целия град. Тя има много ухажори в града: Аарон Сиавински, еврейски пастор, приятел на Емилио; злобните Алехо Суарес и неговият син Игнасио; и дори приемния му брат Роман. Но Лусия все още няма намерение да се омъжва, а вместо това, като любимо занимание, обича да ходи на разходка в провинцията. Един ден обаче тя се изгубва и се озовава в къщата на Гереро, където обяснява, че е сляпа и се е изгубила. Тя също така разказва, че е осиновена дъщеря на пастор Калверт и че е била изоставена пред вратата на къщата си като новородена. Тук доня Флоренсия разбира, че Лусия Сомбра е нейна внучка, но запазва истината за себе си. Матилде, която вече е напуснала болницата, където е била хоспитализирана и се е върнала у дома, се влюбва в братовчед си, д-р Пабло Орасабал Гереро, но той се влюбва в Лусия, заради която Матилде изпитва ужасна омраза към сляпото момиче.
В живота на Лусия Сомбра ще се случат много събития, като операция, изнасилване, бременност, инцидент и появата на нови герои, така че Лусия най-накрая да открие истината за произхода си и да намери любовта по пътя.

## Актьори
- Офелия Медина – Лусия Сомбра Калверт
- Раул Рамирес – Пастор Емилио Калверт
- Росенда Монтерос – Матилде Гереро
- Беатрис Шеридан – Сара Калверт
- Алисия Паласиос – Доня Флоренсия Гереро
- Карлос Камара – Д-р Пабло Орасабал Гереро
- Сусана Александър – Ерика
- Мигел Суарес – Дон Естебан Гереро
- Енрике Нови – Роман Калверт
- Андреа Палма – Доня Нативидад
- Серхио Клайнер – Аарон Сиавински
- Рикардо Кортес – Родриго Римак
- Виктор Алкосер – Отец Кристобал
- Луис Миранда – Игнасио Суарес
- Уали Барон – Алехо Суарес
- Пилар Сен – Елена Суарес
- Раул "Чато" Падия – Комисар Видал
- Ектор Крус – Д-р Рикардо Ледесма
- Октавио Галиндо – Октавио Равел
- Ерик дел Кастийо – Сантяго Ранхел
- Силвия Марискал – Тереса
- Луис Арагон – Г-н Равел
- Аурора Клавел – Г-ца Равел
- Хорхе дел Кампо – Пиер Дуа
- Малена Дория – Дебора Дуа
- Енрике дел Кастийо – Д-р Ислас
- Маурисио Ферари – Г-н Римак
- Алберто Инсуа – Собственикът на мината
- Марги Бермехо – Г-ца Ранхел
- Фернандо Борхес – Г-н Ранхел
- Ада Караско – Фермерка
- Херардо дел Кастийо – Фермер
- Норма Хименес Понс – Съпругата на Родриго
- Едит Гонсалес – Ерика (дете)
- Фернандо Кастро
- Марсела Давиланд
- Рикардо Аусти

## Премиера
Премиерата на Лусия Сомбра е през 1971 г. по Canal 2.